# Geo-Viewers
Un Geo-Viewers (anche chiamato Map-Viewers o Terrain-Viewers) è un'applicazione o una risorsa Web che fornisce un servizio di visualizzazione terreni e mappe geografiche tridimensionali.
Solitamente il Geo-Viewers è realizzato a partire da dati reali, con l'obiettivo di creare delle vere e proprie mappe tridimensionali, che rispecchiano il più possibile il mondo reale.
Alcuni esempi di Geo-Viewers sono:
- Google Earth
- Microsoft Virtual Earth
- NASA World Wind

Inoltre è importante segnalare altri progetti di rilievo tra cui: Sardegna 3d e BS Contact Geo Demo e altri lavori realizzati
con tecnologia Macromedia Shockwave tra cui Pagine Gialle Visual 3D ed Elba3d realizzato dall'azienda Geomind.